# Olivia O'Brien
Olivia Gail O'Brien (Thousand Oaks, California, 26 de noviembre de 1999) es una cantante y compositora estadounidense. Adquirió popularidad en 2016, después de colaborar con Gnash en el solo "I Hate U, I Love U", el cual obtuvo el número 10 en la lista Billboard Hot 100 en Estados Unidos y el número 1 en la lista de Australia, consiguiendo así un contrato con la discográfica Island Records. Su álbum de estudio debut, Was It Even Real?, fue lanzado en abril de 2019.

## Primeros años
Olivia Gail O'Brien nació el 26 de noviembre de 1999, en Thousand Oaks, California. Lleva cantando desde que tenía tan solo siete años, y aprendió sola a tocar el piano y la guitarra. Fue al instituto Justin-Siena en Napa, California.

## Carrera

### 2015–2016: Descubrimiento y sencillos debut
O'Brien inicialmente llamó la atención del productor de Gnash después de que esta colgara una versión de una de las canciones del productor en SoundCloud. Gnash contactó a O'Brien, mostrando interés en su material, y le pidió que le enviara alguna canción original. O'Brien entonces envió una grabación de voz de su canción original, "I Hate U, I Love U", y él la ofreció grabar la canción con él en Los Ángeles. "I Hate U, I Love U" fue publicada en marzo de 2016, y aparece en el tercer EP de Gnash titulado Us. El solo obtuvo el número 10 en la listaBillboard Hot 100 y número uno en Australia.
Después, O'Brien firmó un contrato con la discográfica Island Records y lanzó su sencillo debut como solista, "Trust Issues", en agosto de 2016, el cual se estrenó a través de revista americana Complex. Su segundo solo, "Root Beer Float" con Blackbear, se lanzó el 15 de septiembre de 2016. O'Brien publicó un tercer solo, "Find What You're Looking For", en octubre de 2016.
O'Brien liberó "Hate U, Love U" como sencillo en diciembre, la versión original de la canción "I Hate U, I Love U. O'Brien también publicó un vídeo con la versión acústica de la canción el 20 de diciembre de 2016.
O'Brien hizo su debut televisivo en julio de 2016 con Gnash actuando "I Hate U, I Love U" en Late Night with Seth Meyers. O'Brien y Gnash hicieron su segunda actuación televisiva el 19 de septiembre de 2016, actuando "I Hate U, I Love U" en el programa Today.

### 2017–2019:It's Not That DeepyWas It Even Real?

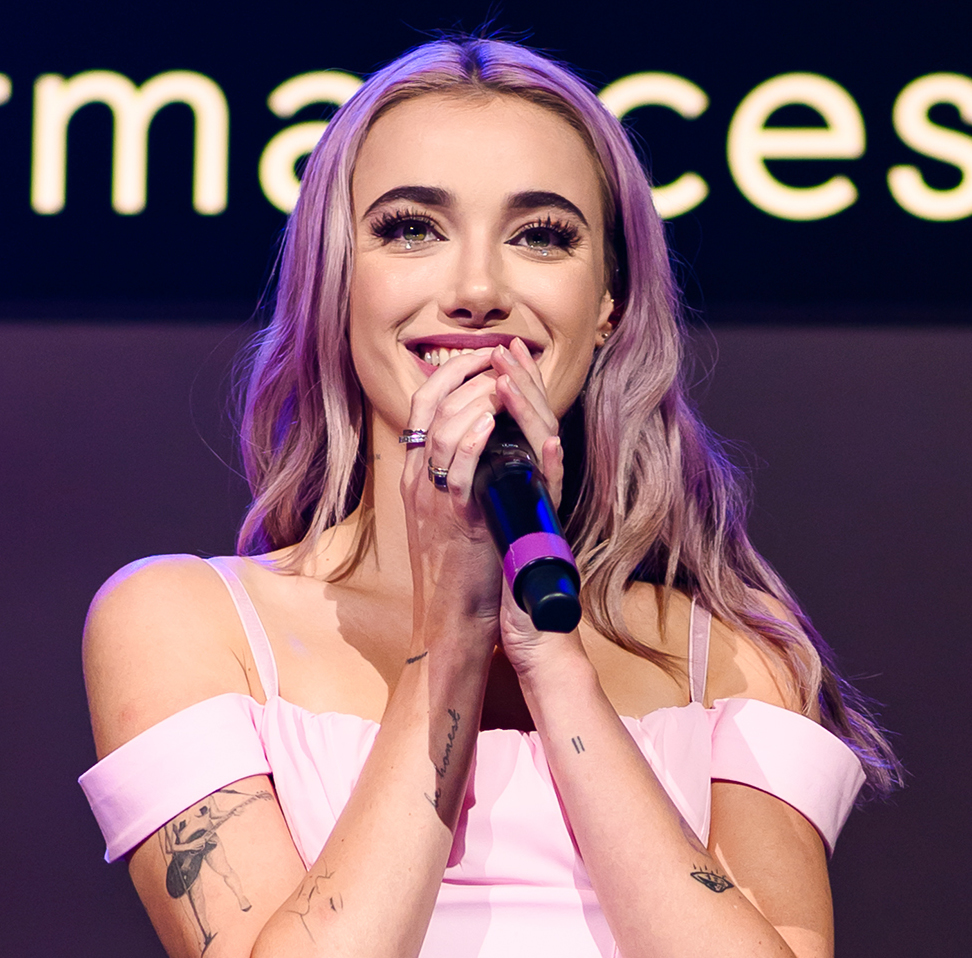
O'Brien que actuando en Los Ángeles en 2019.

En febrero de 2017, O'Brien publicó "Empty" como sencillo principal de su EP debut. En marzo de 2017, O'Brien fue nominada para un premio iHeartRadio como Mejor Artista Revelación, pero perdió ya que lo ganó Zayn Malik. Publicó el segundo sencillo del EP en julio, "RIP", acompañado de un videoclip musical. Publicó el tercer sencillo, "No Love", seguido del EP debut completo, It's Not That Deep en noviembre de ese año.
O'Brien también colaboró Jack & Jack en la versión acústica de su sencillo "Beg", publicado en enero de 2018.
En junio de 2018, se publicó un remix de "RIP", con la colaboración de G-Eazy y Drew Love.
En agosto de 2018, "UDK" fue publicado como sencillo principal de su álbum de estudio debut. O'Brien publicó el siguiente sencillo, "I Don't Exist", en septiembre, seguido por "Care Less More" en noviembre, ambos con videoclips musicales. El cuarto solo, "Love Myself", fue publicado el 1 de febrero de 2019.
En marzo, O'Brien anunció que su álbum de estudio del debut, Was It Even Real?, iba a ser publicado el 26 de abril del mismo año. Ella entonces publicó "Just Friends" como sencillo promocional, y "Just a Boy", el último sencillo antes de la publicación del álbum.
En mayo, O'Brien colaboró con el grupo noruego Seeb en la canción "Fade Out". El sencillo fue publicado con un videoclip musical.

### 2019-2020: Micromixtapes

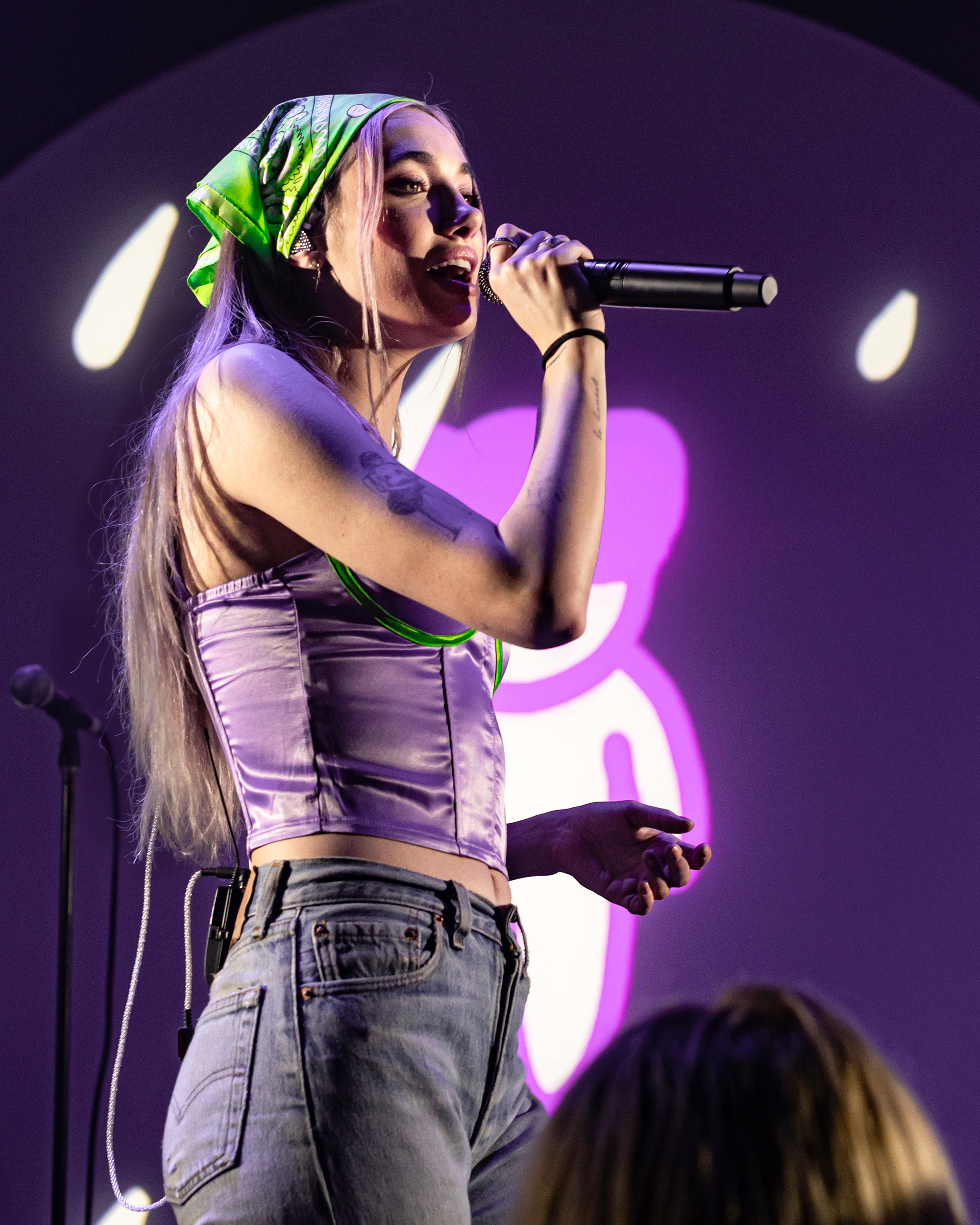
O'Brien actuando en Orlando en 2020

El 15 de noviembre, lanzó un proyecto llamado It Was a Sad Fucking Summer como el primer lanzamiento de una serie de «micromixtapes» que conducen a su próximo álbum. También anunció una gira, It Was a Sad F**king Tour, que comenzó en febrero de 2020. El 6 de febrero de 2020, O'Brien lanzó su segunda micro-mixtape, The Results Of My Poor Judgement.En abril, O'Brien tenía previsto actuar en el Coachella Festival, que posteriormente se canceló debido a la pandemia de COVID-19. Una canción de la cinta llamada «Josslyn» ganó tracción en los servicios de streaming y en la radio cuando los usuarios de TikTok empezaron a hacer retos de baile con la canción. El 8 de mayo se publicó un vídeo musical de «cuarentena» rodado en la casa de O'Brien aislada durante la pandemia de COVID-19. El single se reeditaría en el EP Josslyn que incluía la versión original de la canción, una remezcla, una demo de la canción y un radio edit el 15 de mayo. El 22 de mayo se publicó un remix con el rapero 24kGoldn, mientras que la canción original se lanzó en las radios de los 40 principales el 2 de junio.
El 18 de septiembre del mismo año, O'Brien lanzó un sencillo titulado «Now» junto con un video musical.

### 2021-2023:Episodios
O'Brien lanzó el single «Better Than Feeling Lonely» el 1 de enero de 2021. El 9 de abril del mismo año, O'Brien lanzó «Sociopath» como el single principal de su álbum desechado tras una votación en línea de los fans entre él y «Bitch Back», que fue lanzado más tarde, con la participación de FLETCHER el 5 de agosto de 2022.La primera parte de lo que habría sido su segundo álbum de estudio se publicó el 11 de junio de 2021, bajo el nombre de Episodes: Season 1. El tema «No More Friends» cuenta con la colaboración de Oli Sykes. Para apoyar el proyecto, O'Brien se embarcó en la gira The Olivia O'Brien Show en el otoño de 2021. Sin embargo, Olivia decidió dar un paso atrás en el lanzamiento de la segunda mitad del álbum por ahora, diciendo que «[no] quiere preocuparse por hacer un proyecto en este momento», y que está «sólo sacando canciones en este momento» en el Zach Sang Show. Sin embargo, también ha dicho que «si en algún momento [su equipo y ella] quieren recopilar [las próximas canciones] juntas», podrían hacer esa recopilación en Episodes: Temporada 2.

### 2023-presente: Salida de la Isla
En marzo de 2023, O'Brien anunció a través de TikTok que dejaba Island Records debido a diversas diferencias. En abril, lanzó «Born With a Broken Heart», su primer sencillo como artista independiente, seguido de «I Should've Fucked Your Brother» en julio. En 2024, lanzó un sello discográfico independiente, llamado Girlhood Records, donde publicará su futura música, con distribución a través de Warner Music Group's. ADA.

## Discografía

### Álbumes de estudio
| Título            | Detalles                                                                                           |
| ----------------- | -------------------------------------------------------------------------------------------------- |
| Was It Even Real? | - Lanzamiento: 26 de abril de 2019 - Discográfica: Island Records - Formatos: CD, descarga digital |

### EP
| Título                           | Detalles                                                                                          |
| -------------------------------- | ------------------------------------------------------------------------------------------------- |
| It's Not That Deep               | - Lanzamiento: 17 de noviembre de 2017 - Discográfica: Island Records - Formato: descarga digital |
| It Was A Sad Fucking Summer      | - Lanzamiento: 15 de noviembre de 2019 - Discográfica: Island Records - Formato: descarga digital |
| The Results Of My Poor Judgement | - Lanzamiento: 7 de febrero de 2020 - Discográfica: Island Records - Formato: descarga digital    |

### Sencillos

#### Como artista principal
| "Trust Issues"                                                              | 2016 | —  |         | Sencillo sin álbum |
| "Root Beer Float" (con Blackbear)                                           | 2016 | —  |         | Sencillo sin álbum |
| "Find What You're Looking For"                                              | 2016 | —  |         | Sencillo sin álbum |
| "Hate U, Love U"                                                            | 2016 | 99 | - RIAA: | Sencillo sin álbum |
| "Empty"                                                                     | 2017 | —  |         | It's Not That Deep |
| "RIP"                                                                       | 2017 | —  |         | It's Not That Deep |
| "No Love"                                                                   | 2017 | —  |         | It's Not That Deep |
| "UDK"                                                                       | 2018 | —  |         | Was It Even Real?  |
| "I Don't Exist"                                                             | 2018 | —  |         | Was It Even Real?  |
| "Care Less More"                                                            | 2018 | —  |         | Was It Even Real?  |
| "Love Myself"                                                               | 2019 | —  |         | Was It Even Real?  |
| "Just a Boy"                                                                | 2019 | —  |         | Was It Even Real?  |
| "Fade Out" (conSeeb y Space Primates)                                       | 2019 | —  |         | Sencillo sin álbum |
| "—" Denota aquello no publicado o que no entró en el ranking de dicho país. |      |    |         |                    |

#### Como artista invitado
| Título                                                                     | Año  | Posiciones en ranking | Posiciones en ranking | Posiciones en ranking | Posiciones en ranking | Posiciones en ranking | Posiciones en ranking | Posiciones en ranking | Posiciones en ranking | Posiciones en ranking | Posiciones en ranking | Certificaciones                                                         | Álbum              |
| Título                                                                     | Año  | EE. UU.               | AUS                   | AUT                   | BEL                   | CAN                   | DIN                   | ITA                   | NZ                    | SUE                   | RU                    | Certificaciones                                                         | Álbum              |
| -------------------------------------------------------------------------- | ---- | --------------------- | --------------------- | --------------------- | --------------------- | --------------------- | --------------------- | --------------------- | --------------------- | --------------------- | --------------------- | ----------------------------------------------------------------------- | ------------------ |
| "I Hate U, I Love U"(con Gnash)                                            | 2016 | 10                    | 1                     | 9                     | 3                     | 22                    | 29                    | 14                    | 9                     | 15                    | 7                     | - RIAA: 3x - ARIA: 2× - BEA: - BPI: - FIMI: - IFPI DEN: - MC: o - RMNZ: | Us                 |
| "Ringtone" (con Diamond White)                                             | 2018 | —                     | —                     | —                     | —                     | —                     | —                     | —                     | —                     | —                     | —                     |                                                                         | Sencillo sin álbum |
| "Might Die Young" (con Bobby Brackins yTinashe)                            | 2018 | —                     | —                     | —                     | —                     | —                     | —                     | —                     | —                     | —                     | —                     |                                                                         | To Kill For        |
| "—" Denota aquello no publicado o que no entró en el ranking de dicho país |      |                       |                       |                       |                       |                       |                       |                       |                       |                       |                       |                                                                         |                    |

#### Sencillos Promocionales
| Título         | Año  | Álbum              |
| -------------- | ---- | ------------------ |
| "Tequilawine"  | 2017 | It's Not That Deep |
| "Just Friends" | 2019 | Was It Even Real?  |

## Premios y nominaciones
| Año  | Premio                    | Categoría                    | Trabajo              | Resultado |
| ---- | ------------------------- | ---------------------------- | -------------------- | --------- |
| 2017 | iHeart Radio Music Awards | Mejor Solista Revelación     | Ella misma           | Nominado  |
| 2017 | Radio Disney Music Awards | Mejor canción sobre rupturas | "I Hate U, I Love U" | Nominado  |